# Toulouser Allee

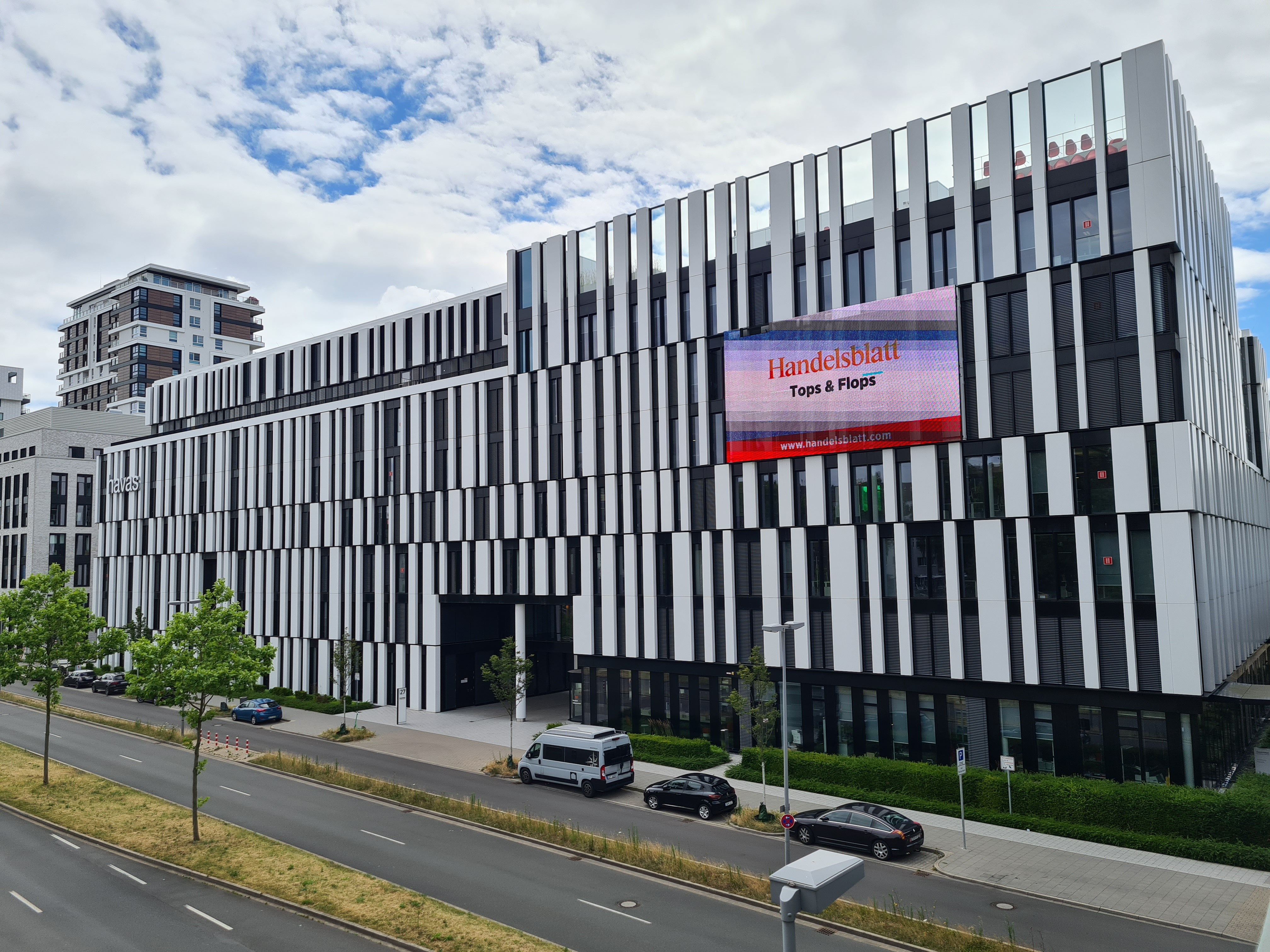
Toulouser Allee 25 (Havas) und Toulouser Allee 27 (Handelsblatt Media Group)

Die Toulouser Allee (Arbeitstitel Entlastungsstraße Derendorf) ist eine vierspurige Hauptverkehrsstraße im Norden von Düsseldorf, die die Heinrich-Ehrhardt-Straße mit der Straße Am Wehrhahn verbindet. Sie verläuft zum größten Teil kreuzungs- und anbaufrei sowie mit baulich getrennten Richtungsfahrbahnen auf dem Gelände des stillgelegten Güterbahnhofs Derendorf in nordsüdlicher Richtung direkt neben der S-Bahn-Linie. Über eine geplante, kurze südliche Verlängerung soll die Straße Am Wehrhahn zukünftig kreuzungsfrei unterquert werden. Das Baurecht wurde im Rahmen des Projekts Neue Stadtquartiere Derendorf (Le Quartier Central) im Zusammenhang mit einer die Straße flankierenden Wohn- und Bürobebauung über einen Bebauungsplan geschaffen.
Mit dem Namen Toulouser Allee bezieht sich Düsseldorf auf Toulouse, eine Stadt in Südfrankreich, zu der sie freundschaftliche Beziehungen pflegt und mit der sie im Jahre 2003 ein Kooperationsabkommen abgeschlossen hat.

## Verkehr
Die Bezeichnung Entlastungsstraße bezieht sich auf die Entlastung der drei großen Durchgangsstraßen Brehmstraße, Kettwiger Straße und Prinz-Georg-Straße um jeweils 15 bis 20 Prozent. Die Straße dient auch der Anbindung der rund 1500 bis 2019 errichteten Wohnungen und der zeitgleich geschaffenen 311.000 m² Büroflächen im Quartier Central.
Ursprünglich wurde darüber nachgedacht, die Straße durch einen Tunnel südlich bis zur Moskauer Straße zu verlängern. Der Plan wurde wegen zu hoher Kosten verworfen. Stattdessen soll die Straße zukünftig auf einer kurzen Verlängerung die Straße Am Wehrhahn kreuzungsfrei unterqueren und dann auf der Worringer Straße enden. Der unfallträchtige Kreuzungsabschnitt des Wehrhahns soll damit entschärft werden.
Auf der Entlastungsstraße Derendorf wurde ursprünglich mit einer Verkehrsbelastung von 23.500 Fahrzeugen pro 16 Stunden gerechnet. Da der (ursprünglich) prognostizierte Verkehr zu einer Überschreitung der Vorgaben der 16. Bundes-Immissionsschutzverordnung um bis zu 12 dB(A) führen würde, ist eine bis zu 5 Meter hohe Schallschutzwand auf der östlichen Seite und im Bereich der Wohnungsneubauten „Le Flair“ eine Erdaufschüttung mit Lärmschutzwand, die insgesamt eine Höhe von 8 Metern erreicht, auf der westlichen Seite geplant.
Zwischenzeitlich hat sich gezeigt, dass die prognostizierten Verkehrsmengen in der Realität (Stand: Juni 2018) nicht auftreten. Die beiden äußeren Fahrstreifen werden statt für den fließenden Verkehr fast durchgängig zum Parken verwendet. Aus diesem Grund wird inzwischen gefordert, die Straße zugunsten des Fahrradverkehrs teilweise umzubauen (siehe dort).

## Anschlüsse
Die Toulouser Allee verläuft von der Heinrich-Ehrhardt-Straße im Norden, die hier die Bundesstraßen 1, 7 und 8 repräsentiert, bis zur nahtlosen Fortsetzung über die Schirmerstraße zur Straße Wehrhahn im Süden. An den Endpunkten als auch an der Münsterstraße bestehen Anbindungen in allen Fahrtrichtungen. Auf- und Abfahrten zur Brücke Jülicher Straße existieren nur aus bzw. in südlicher Richtung der Toulouser Allee. Der Aufstieg zur Franklinbrücke existiert nur für Fußgänger in der Bauform eines Wendels. Auf der Toulouser Allee existieren außerdem drei Ampelanlagen. Zwei davon ermöglichen das Abbiegen auf die Marc-Chagall-Straße, welche das Neubaugebiet Le Quartier Central an die Toulouser Allee anbindet. Die dritte führt zur neu errichteten Fachhochschule.

## Geschichte
Wegen fehlender leistungsfähiger Querverbindungen waren die östlichen Haupteinfallrouten zur Innenstadt Düsseldorfs seit Jahrzehnten mit dem daraus resultierenden Umwegverkehr chronisch überlastet. Mit der Aufgabe des Güterbahnhofes Derendorfs sah man die lange gesuchte Möglichkeit, entlang der ohnehin verlärmten Eisenbahntrasse Köln–Duisburg eine leistungsfähige Straße zu bauen. Die konkreten Planungen begannen im Jahre 2000.
Der erste Spatenstich erfolgte am 20. August 2009 durch den Oberbürgermeister Dirk Elbers. Der erste Abschnitt vom Wehrhahn bis zur Münsterstraße wurde im November 2011 abgeschlossen und am 12. Dezember 2011 für den Verkehr freigegeben. Ein im Dezember 2014 fertiggestellter zweiter Bauabschnitt führt die Straße weiter nach Norden zur Heinrich-Ehrhardt-Straße und bindet den Neubau der Fachhochschule Düsseldorf an. Baubeginn war im Februar 2013.

## Kosten
Finanziell vorteilhaft waren die bereits existierenden Überbrückungen des Querverkehrs über das Gelände des ehemaligen Güterbahnhofes, so dass diese für die Toulouser Allee nicht neu errichtet werden mussten.
Die Baukosten für den ersten Abschnitt (welche nicht nur die Entlastungsstraße betreffen, sondern auch diverse Erschließungsmaßnahmen sowie den Stadtgarten) haben sich fast verdoppelt, statt 24.400.000 € sollen sie 43.449.950 € betragen. Die jährlichen Folgekosten betragen 1.914.734 €. Der zweite Bauabschnitt schlug mit 17,65 Millionen Euro zu Buche.

## Radverkehrsführung
Eine Nutzung der neuen Trasse zur besseren Führung des Radverkehrs an dieser Stelle ist bislang nahezu vollständig unterblieben. Radverkehrsanlagen in Form von Radfahrstreifen auf der Straße wurden im Planungsprozess gefordert, mit der damaligen schwarz-gelben Ratsfraktion mit Verweis auf die erwartete starke KfZ-Belastung jedoch abgelehnt und auch kein zusätzlicher Platz dafür ausgewiesen. Gegenwärtig existiert lediglich ein kurzer gemeinsamer, für beide Fahrtrichtungen vorgesehener Geh- und Radweg im nördlichen Teil der Straße, der über eine Rampe ohne dortige Querungsmöglichkeit auf den südlichen (stadtauswärts führenden) Radweg der Heinrich-Ehrhardt-Straße geführt wird; eine Weiterfahrt nach Norden ist nicht berücksichtigt. Der kurze vorhandene Weg Radweg knickt im Süden außerdem nach wenigen hundert Metern sodann in die Marc-Chagall-Straße ab und wird, in ständigem baulichen Kontakt mit einem Fußgängerweg, sodann in einiger Entfernung zur Toulouser Allee durch den Berty-Albrecht-Park geführt, wo er unvermittelt am Louis-Pasteur-Platz endet; eine direkte Weiterführung nach Süden zum Wehrhahn ist dort ebenfalls nicht vorgesehen. Auch die Franklinbrücke kann für Fahrradfahrer nicht erreicht werden; die vorhandene Spindel ist lediglich als Fußgängerweg ausgewiesen und bindet auf der Franklinkbrücke lediglich den nördlichen (durch Fußgänger wegen Eisenbahnquerung, S-Bahn-Station und Straßenbahnhalt schon jetzt stark belasteten) Bürgersteig an.
Gegenwärtig können Radfahrer mangels vorrangiger Radwege oder Streifen ab der Fachhochschule zwar rechtmäßig die Fahrbahn in Richtung Süden nutzen. Allerdings ist die Straßenführung faktisch auf eine Spur verengt, da die äußeren Spuren seit Jahren fast durchgängig zugeparkt werden. So bleibt für Auto- und Radverkehr gegenwärtig nur eine Fahrspur, auf der Radfahrer ohne Überschreitung des Sicherheitsabstands nicht überholt werden können.
Da sich die prognostizierte starke Auslastung der Toulouser Allee mit Kfz bislang nicht bewahrheitet hat, wird inzwischen erneut (Stand: Juni 2018) gefordert, getreu dem ursprünglichen Vorschlag in Zukunft je zwei der Fahrspuren auf der Straße für den Fahrradverkehr umzuwidmen. Obwohl die Verbindung zwischen Derendorf und Wehrhahn seit 2015 im Radwegeplan der Stadt Düsseldorf als Hauptroute ausgewiesen ist, wird die Route bislang überwiegend nicht über die Trasse der Toulouser Allee, sondern über die Marc-Chagall-Straße und den Berty-Albrecht-Park geführt, wo eine Verbindung zum Wehrhahn weiterhin nur mit ständiger Kreuzung mit dem Fußverkehr und indirekte Wegführung jenseits des Louis-Pasteur-Parks hergestellt wird.

## Kritik
Kritiker sprachen sich schon frühzeitig gegen die Entlastungsstraße aus und bezeichneten sie als „Stadtautobahn Derendorf“. Petra Kammerevert (SPD) bezeichnete die Straße als „verkehrspolitischen Unsinn“.